# 여수송현초등학교
여수송현초등학교는 대한민국 전라남도 여수시에 있는 공립 초등학교이다.

## 연혁
- 2016. 09. 01 제1대 주수향 교장선생님 부임
- 2016. 09. 01 여수송현초등학교 개교(6학급)